# Hòa Hiệp Bắc, Liên Chiểu
Hòa Hiệp Bắc là một phường thuộc quận Liên Chiểu, thành phố Đà Nẵng, Việt Nam.
Phường Hoà Hiệp Bắc có diện tích 42,66 km², dân số năm 2005 là 15.000 người, mật độ dân số đạt 315 người/km².

## Lịch sử
Phường Hoà Hiệp Bắc được thành lập năm 2005 trên cơ sở một phần diện tích và dân số của phường Hòa Hiệp.